# 濂渓区
濂渓区（れんけい-く）は中華人民共和国江西省九江市に位置する市轄区。2016年3月末までの区名は廬山区（ろざんく）であった。

## 行政区画
- 街道:十里街道、五里街道、七里湖街道
- 鎮:姑塘鎮、威家鎮、新港鎮、蓮花鎮、賽陽鎮
- 郷:虞家河郷、高壠郷

## 交通

### 鉄道
- 中国鉄路総公司
  - 昌九都市間鉄道、衢九線、京九線、銅九線
    - 九江駅

### 道路
- 高速道路
  - 杭瑞高速道路
  - 福銀高速道路
  - S37 九江環状高速道路
- 国道
  - G105国道